# Laura Bonaset Moner
Laura Bonaset Moner (Fortià, 6 d'agost de 1904 - la Bisbal d'Empordà, 13 de març de 1995) fou una empresària del transport i la primera conductora de camió de la província de Girona.
Filla de Ventura Bonaset i Assumpció Moner, pagesos de Fortià, de ben petita la família es va traslladar a Castelló d'Empúries. Als anys vint es va traslladar a treballar de minyona a la Bisbal, on va casar-se amb Josep Balaguer Escortell, pagès natural de El Castell de Guadalest (País Valencià). El matrimoni va obrir una agència de transports amb un sol vehicle. En adquirir el segon, Laura Bonaset es va treure el carnet de conductora de camió. Un fet que capgiraria consciències.
En ser la primera dona de sol·licitar el permís a tota la província de Girona, les autoritats van haver de demanar si legalment era possible. El dia de les proves per obtenir el carnet, de les set persones que s'hi van presentar només va aprovar ella i la resta, set homes, van suspendre. El primer camió de Bonaset va ser un Ford (GE-3879). El seguirien un altre Ford, un Lanz i dos GMC. La seva figura, juntament amb el seu home, va ser clau per transformar el petit negoci de Transports Balaguer en un dels més importants de la demarcació, que mantenia connectada la Bisbal amb l'Estació de Flaçà i el Port de Palamós, punts estratègics del comerç de la comarca.
Una dona avançada al seu temps, capdavantera a defensar els drets de la dona, apta com els homes per a qualsevol ofici. Era també una gran aficionada als llibres d'història, els escacs i el cinema.